# Gilbert Shea
Gilbert James Shea (Portland, 5 ottobre 1928 – Pacific Palisades, 23 dicembre 2020) è stato un tennista statunitense.

## Biografia
Nato in Oregon si trasferì con la famiglia in California all'età di 3 anni, ha giocato a tennis a livello collegiale per l'University of Southern California raggiungendo la finale del doppio maschile al Cincinnati Open 1949 in coppia con Arnold Saul.
La sua carriera ancora agli inizi si è interrotta per due anni in quanto si arruolò durante la guerra di Corea, terminato il conflitto iniziò a giocare costantemente nei tornei del Grande Slam raggiungendo gli ottavi di finale a Wimbledon 1954 e ripetendo il risultato l'anno successivo quando si tolse la soddisfazione di eliminare sulla sua strada la terza testa di serie Vic Seixas.
Nel doppio maschile ha raggiunto i quarti di finale agli Australian Championships 1956 (insieme a Herbert Flam) e sull'erba di Wimbledon 1955 in coppia con Bob Perry.
Vanta una finale al Los Angeles Open 1957 dove si è arreso in tre set a Vic Seixas.